# بنکستن (آلاباما)
بنکستن (به انگلیسی: Bankston) یک منطقهٔ مسکونی در ایالات متحده آمریکا است که در آلاباما واقع شده‌است. بنکستن ۱۰۹٫۱۲ متر بالاتر از سطح دریا واقع شده‌است.